# Дорожнє (Джанкойський район)
Доро́жнє (крим. Dorojne) — селище в Україні, Джанкойського району Автономної Республіки Крим. Населення становить 22 особи. Орган місцевого самоврядування — Кіндратівська сільська рада.

## Географія
Дорожнє — крихітне селище в центрі району, на 9 кілометрі залізничної лінії Джанкой — Феодосія. Найближчі села: Нове Життя за 2,5 км на північ і Кіндратове за 0,8 км на схід, там же найближча залізнична станція — роз'їзд 10 км, висота над рівнем моря — 19 м.

## Історія
Поселення виникло при будівництві залізничної гілки на Феодосію, як пункт обслуговування дороги, і відносилося до Тотанайської волості Перекопського повіту. В Статистичному довіднику Таврійської губернії 1915 року, значиться, як залізнична полуказарма на 9 версті .
У  Списку населених пунктів Кримської АРСР за Всесоюзним переписом від 17 грудня 1926 року, записана Будка залізнична на 7 км по лінії Джанкой — Феодосія в складі Німецько-Джанкойської сільради Джанкойського району . Після утворення в 1935 році німецького національного Тельманського району село, разом з сільрадою, включили до його складу. 1 січня 1965 року, указом Президії Верховної Ради УРСР «Про внесення змін до адміністративного районування УРСР — по Кримській області», Дорожнє знову включили до складу Джанкойського району . Час присвоєння Дорожньому назви і статусу селища поки не встановлено.

## Населення

### Мова
Розподіл населення за рідною мовою за даними перепису 2001 року:
| Мова      | Відсоток |
| --------- | -------- |
| російська | 100 %    |